# هلن وارکو
هلن وارکو (انگلیسی: Helen Varcoe; ۱۸ فوریهٔ ۱۹۰۷ – ۷ مهٔ ۱۹۹۵) شناگر اهل بریتانیا بود.
وی در مسابقات کشوری و بین‌المللی در مجموع برندهٔ ۱ مدال برنز شده‌است.